# Joanna Sienkiewicz
Joanna Sienkiewicz (ur. 17 lipca 1952 w Warszawie) – polska aktorka.

## Życiorys
W 1976 roku ukończyła studia w Państwowej Wyższej Szkole Teatralnej w Warszawie. Przez kilka sezonów pod koniec lat 70. XX wieku była aktorką warszawskiego Teatru Komedia. Od 1980 roku zajmuje się wyłącznie aktorstwem filmowym.

## Filmografia
| Filmy |                                       |                                    |                                                               |
| Rok   | Tytuł                                 | Rola                               | Uwagi                                                         |
| 1975  | Obrazki z życia                       | „aktorka” Krystyna                 | w części 2                                                    |
| 1975  | Doktor Judym                          | Helena, córka dyrektor Kalinowicza |                                                               |
| 1976  | Motylem jestem, czyli romans 40-latka | script-girl w telewizji            | niewymieniona w napisach                                      |
| 1977  | Sam na sam                            | studentka Krystyna, koleżanka Ani  |                                                               |
| 1978  | Znaki zodiaku                         | Teresa                             |                                                               |
| 1978  | Spirala                               | synowa prominenta                  |                                                               |
| 1981  | Konopielka                            | nauczycielka Jola                  |                                                               |
| 1985  | Siekierezada                          | bibliotekarka Halinka              |                                                               |
| 1986  | Życie wewnętrzne                      | Ola, żona Miauczyńskiego           |                                                               |
| 1995  | „Demoniczne” kobiety Witkacego        | lektor                             | film dokumentalny, aktorka czyta listy Jadwigi Witkiewiczowej |
| 1999  | Krugerandy                            | matka „Panicza”                    |                                                               |
| 2002  | Dzień świra                           | była żona Adasia                   |                                                               |
| 2006  | Wszyscy jesteśmy Chrystusami          | sędzia                             |                                                               |
| 2010  | Koniec świata                         | Joanna                             | etiuda szkolna                                                |

| Produkcje telewizyjne |                        |                                    |                                                   |
| Rok                   | Tytuł                  | Rola                               | Uwagi                                             |
| 1976                  | Rozbitki               | Gabriela                           | spektakl telewizyjny                              |
| 1977                  | Przysługa za przysługę | Katarzyna Majewska                 | spektakl telewizyjny                              |
| 1977                  | Paryżanka              | Adela                              | spektakl telewizyjny                              |
| 1980                  | Punkt widzenia         | Maria Rajewska-Jakubowska          | serial telewizyjny                                |
| 1989                  | Tercet                 | Laura                              | spektakl telewizyjny                              |
| 1996                  | Wezwanie               | koleżanka Makowskiej               | film telewizyjny                                  |
| 1997                  | Sławek i Sławka        | Sławka                             | spektakl telewizyjny                              |
| 1998                  | Cesarska miłość        | Czogłokowa                         | spektakl telewizyjny                              |
| 1998                  | 13 posterunek          | Zofia                              | serial telewizyjny                                |
| 1999                  | Pierwszy milion        | matka Pyni                         | serial telewizyjny                                |
| 1999                  | Max i Maja             | Anna                               | spektakl telewizyjny                              |
| 1999                  | Blues                  | żona Bluesa                        | spektakl telewizyjny                              |
| 2000                  | Żółty szalik           | była żona bohatera                 | film telewizyjny, z cyklu „Święta polskie”        |
| 2000                  | Sukces                 | wychowawczyni Beaty Madej          | serial telewizyjny                                |
| 2000                  | Słoneczna włócznia     | nauczycielka historii              | serial telewizyjny, odcinki: 4, 10, 13            |
| 2000                  | Duża przerwa           | Pirania                            | serial telewizyjny, odcinki: 1-3, 7-8, 10-14, 16  |
| 2000                  | 10 pięter              | Teresa                             | spektakl telewizyjny                              |
| 2001−2002             | Na dobre i na złe      | doktor Zuzanna Balicka             | serial telewizyjny, odcinki: 76, 77, 83, 110, 123 |
| 2003                  | Zaginiona              | lekarka w szpitalu psychiatrycznym | serial telewizyjny, odcinek: 3                    |
| 2004                  | Kryminalni             | żona Huberta Wygańskiego           | serial telewizyjny, odcinek: 8                    |
| 2005                  | Niania                 | doktor Dolińska, psychiatra        | serial telewizyjny, odcinek: 8                    |
| 2005−2007             | Magda M.               | sędzia                             | serial telewizyjny                                |
| 2006                  | Kopciuszek             | burmistrz Kalinowa                 | serial telewizyjny, odcinki: 1, 2, 6, 9           |
| 2006                  | Bulionerzy             | Ula Krauze                         | serial telewizyjny, odcinek: 64                   |
| 2007                  | Ekipa                  | córka starego oficera SB           | serial telewizyjny, odcinek: 3                    |
| 2008                  | Teraz albo nigdy!      | Krystyna Winiarska, matka Michała  | serial telewizyjny, odcinki: 4, 6-12, 15          |
| 2008                  | Ojciec Mateusz         | fizykoterapeutka                   | serial telewizyjny, odcinek: 6                    |
| 2008                  | Na kocią łapę          | Sabina Motylak                     | serial telewizyjny                                |
| 2009                  | Ojciec Mateusz         | doktor Katarzyna Lewandowska       | serial telewizyjny, odcinek: 17                   |
| 2010                  | Klub szalonych dziewic | matka Joanny                       | serial telewizyjny, odcinek: 10                   |
| 2014                  | Ojciec Mateusz         | psychoterapeutka Celina Grodzka    | serial telewizyjny, odcinek: 158                  |